# Ausbildungseinrichtung für Orthodoxe Theologie der Universität München
Die Ausbildungseinrichtung für Orthodoxe Theologie ist eine wissenschaftliche Einrichtung an der Ludwig-Maximilians-Universität München, welche ein Vollstudium der Orthodoxen Theologie anbietet und in Westeuropa einzigartig ist.

## Bedeutung
Im deutschen Sprachraum gewährleistet die Münchener Ausbildungseinrichtung für Orthodoxe Theologe die einzige Möglichkeit, Orthodoxe Theologie als Universitätsstudium im Hauptfach zu studieren und ein entsprechendes Diplom in Orthodoxer Theologie zu erwerben. An manchen anderen Hochschulen gibt es einen Lehrstuhl, an dem entweder orthodoxe Theologie als Nebenfach oder Katholische Theologie mit Schwerpunkt Ostkirchenkunde studiert werden kann.

## Aufgaben
Aufgabe des neuen Studiengangs ist die Ausbildung von Geistlichen, Religionslehrern und Katecheten in Orthodoxer Theologie; außerdem werden eine breitere Vertretung der Orthodoxen Theologie in Forschung und Lehre, die Heranbildung wissenschaftlichen Nachwuchses sowie ein wissenschaftlicher Austausch mit den bereits bestehenden Theologischen Fakultäten und einschlägigen Fächern innerhalb der Universität und darüber hinaus angestrebt.

## Studienmöglichkeiten
- Studiengang zur Erlangung des Diploms der orthodoxen Theologie (Dipl. theol. Univ.). Nach der seit dem 3. Juni 1997 geltenden Studienordnung beträgt die reguläre Studienzeit neun Semester.
- Promotion in orthodoxer Theologie (Dr. theol.)
- Orthodoxe Theologie als Nebenfach

## Fachbereiche
Die einzelnen Gebiete mit jeweils eigener Methodik sind:
- Biblische Theologie (Einleitung, Exegese und Theologie des Alten und des Neuen Testaments)
- Historische Theologie (Patrologie, Kirchen-, Liturgie- und Theologiegeschichte)
- Systematische Theologie (Fundamentaltheologie, Dogmatik, Dogmengeschichte, Ethik und Ökumenische Theologie)
- Praktische Theologie (Pastoraltheologie, Liturgik, Homiletik, Kirchenrecht und Religionspädagogik)

## Entstehung
Die „Ausbildungseinrichtung für Orthodoxe Theologie“ ist die Fortführung des seit 1984 existierenden Lehrstuhls bzw. die Erweiterung des Instituts für Orthodoxe Theologie. Sie entstand im Juli 1994, und seit dem Wintersemester 1995/96 besteht an der Universität München die Möglichkeit des vollständigen orthodoxen Studiums; eine Möglichkeit, die bislang im gesamten westeuropäischen Raum an einer staatlichen Universität völlig fehlte.

## Leitung
- Theodor Nikolaou (1997–2003)
- Konstantinos Nikolakopoulos (seit 2003)

## Lehrkörper
Der Lehrkörper besteht aus drei Professoren, einem Akademischen Oberrat und drei Lehrbeauftragten (Stand 2024):
- Athanasios Vletsis, Lehrstuhl für Systematische Theologie
- Daniel Benga, Professor für Liturgik, Patrologie und Alte Kirchengeschichte
- Konstantinos Nikolakopoulos, Professor für Biblische Theologie
- Anargyros Anapliotis, Dozent für Kirchenrecht
- Yauheniya Danilovich, Lehrbeauftragte für Religionspädagogik
- Vladimir Khulap, Lehrbeauftragter für Pastoraltheologie und Religionspädagogik/Homiletik
- Mihail Sasaujan, Lehrbeauftragter für Neue Kirchengeschichte und Geschichte der autokephalen Kirchen

Emeritierte und pensionierte Dozenten sind:
- Wladimir Wladimirowitsch Iwanow, Professor für Praktische Theologie
- Theodor Nikolaou, Lehrstuhl für Geschichtliche Theologie und Ökumenik (emeritiert seit 2005)
- Athanasios Vletsis, Lehrstuhl für Systematische Theologie (emeritiert seit 2022)

Das Lehrangebot der orthodoxen Fachvertreter wird durch die Lehrveranstaltungen und die Forschungseinrichtungen der Katholisch-Theologischen und der Evangelisch-Theologischen Fakultät sowie weiterer Fakultäten der Universität München ergänzt. Die Studierenden sollen im Rahmen der in der Studienordnung vorgesehenen Fächer von diesem Lehrangebot Gebrauch machen.

## Fachpublikationen
Die Ausbildungseinrichtung gibt seit 1987 zweimal jährlich die Zeitschrift Orthodoxes Forum – Zeitschrift des Instituts für Orthodoxe Theologie der Universität München (OFo) heraus. Gegründet wurde das Periodikum von Theodor Nikolaou. Seit Heft Nr. 1/2006 bzw. dem Jahrgang 20 wird die Zeitschrift von Konstantin Nikolakopoulos herausgegeben, derzeit (2024) zusammen mit Daniel Benga und mit Stefanos Athanasiou.
In unregelmäßigen Abständen erscheinen Bände der Fachbuchreihen Veröffentlichungen des Instituts für Orthodoxe Theologie (VIOTh) und Liturgische Texte und Studien (LTS).